# San Juan Jalpa Centro
San Juan Jalpa Centro är en ort i kommunen San Felipe del Progreso i delstaten Mexiko i Mexiko. Samhället hade 3 142 invånare vid folkräkningen 2020.